# Robbe
Robbe o Robbe Schlüter è un'azienda tedesca specializzata nel modellismo dinamico, aeromodellismo, modellismo navale e auto. È sita a Grebenhain nella Vogelsbergkreis.

## Storia
Fu fondata nel 1924 da Robert Becker come lavorazione del legno. Nel 1945 il figlio di Robert Becker, Hubert, iniziò la produzione di modelli in legno. All'epoca il mercato era con un basso volume di affari, e l'azienda Robbe può essere considerata tra i pionieri del settore. Nel 1981 l'azienda fu acquisita dal Schwarzhaupt Group di Colonia, che distribuì i prodotti Robbe in tutta Europa.
Robbe rimane sconosciuta al di fuori del mondo modellistico, ma la sua influenza nella storia del modellismo ha aiutato a far rivalere il settore ritenuto un hobby minore.
Dal luglio 2014 la divisione tedesca di Kyosho è stata acquisita dalla Robbe.

## Insolvenza
Robbe viene dichiarata insolvente nel 2015. Quattro dipendenti fondano al AvioTiger Germany GmbH, che acquisisce il marchio Robbe e alcune linee dei prodotti dal giudice fallimentare.

### ROmarin
La divisione dei modelli navali della Robbe Modellsport viene acquisita dalla Krick Modelltechnik sempre nel 2015. I prodotti navali Robbe vengono marchiati "ROmarin by krick".